# Bennie and the Jets
 "Bennie and the Jets" är en låt av Elton John och Bernie Taupin. Den släpptes som den fjärde singeln från Goodbye Yellow Brick Road. Från början ville Elton John inte ha med låten på sitt album eller att den skulle släppas som singel eftersom han trodde att den inte skulle få någon framgång. Det visade sig att han hade fel och låten kom etta på Billboard Hot 100.